# Flex Linhas Aéreas
Flex Linhas Aéreas, abreviado como FLEX, fue una aerolínea chárter brasileña con sede en el Aeropuerto Internacional de Galeão, Río de Janeiro. Es el nombre empresarial de Nordeste Linhas Aéreas S.A., sucesor de la antigua Viação Aérea-Rio Grandense, conocida como Varig. Informalmente Flex es conocida como "antigua Varig". El bautizo fue necesario porque desde el 20 de julio de 2006 la marca Varig permanece bajo curso judicial. Flex declaró la bancarrota el 20 de agosto de 2010. 

## Destinos
Flex Linhas Aéreas operó vuelos no regulares de pasajeros, carga y correo para otras aerolíneas, bajo contrato, siendo Gol su principal cliente. Por esta razón, algunos de los vuelos de VRG Linhas Aéreas fueron operados por Flex, bajo código de vuelo de Gol.

## Flota
La flota de Flex Linhas Aéreas incluía las siguientes aeronaves en agosto de 2010: